# Aximopsis mateui
Aximopsis mateui is een vliesvleugelig insect uit de familie Eurytomidae. De wetenschappelijke naam is voor het eerst geldig gepubliceerd in 1967 door Hedqvist.